# 訃報 1971年4月
訃報 1971年4月（ふほう 1971ねん4がつ）では、1971年（昭和46年）4月中に物故した、又は物故が報じられた人物についてまとめる。

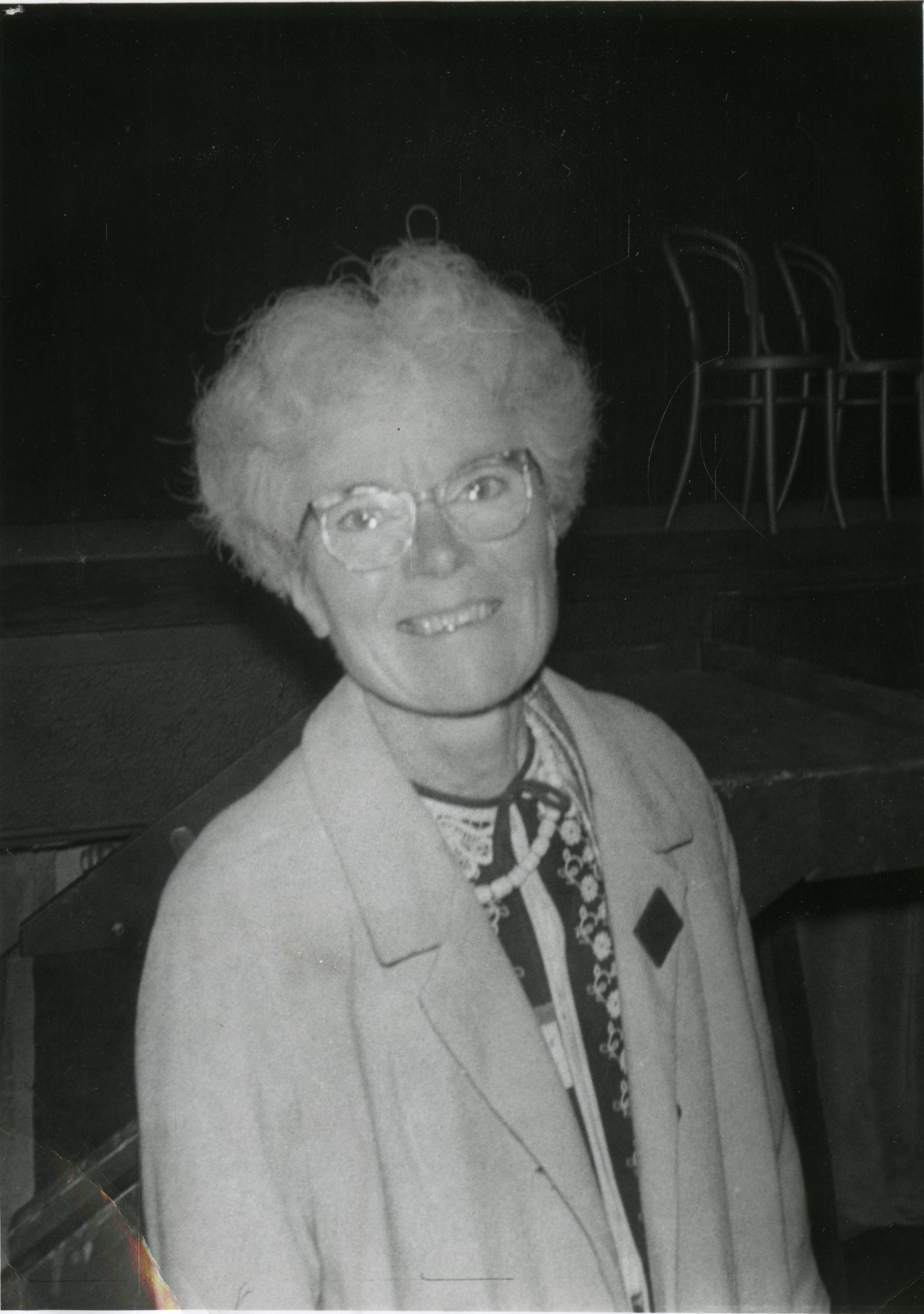
キャスリーン・ロンズデール / 4月1日没

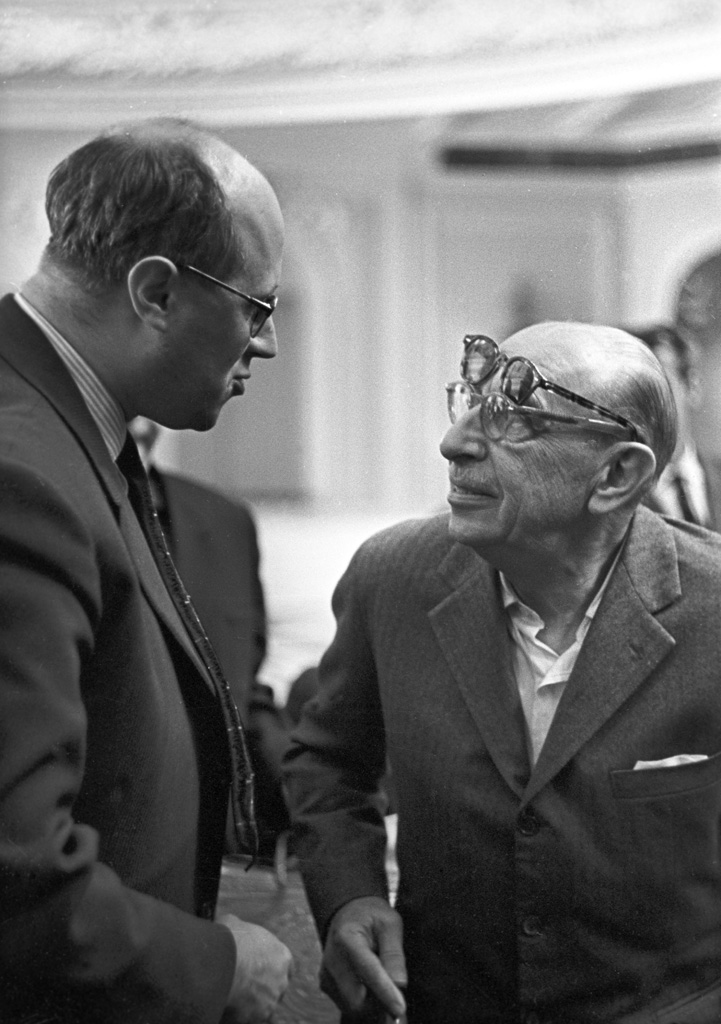
イーゴリ・ストラヴィンスキー（右） / 4月6日没

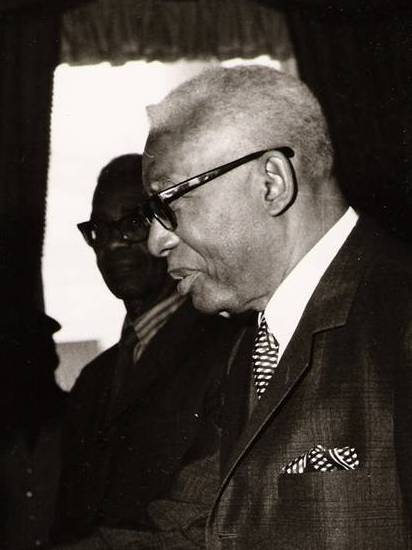
フランソワ・デュヴァリエ / 4月21日没

## （1日 - 15日）
- 4月1日 - キャスリーン・ロンズデール、結晶学者（* 1903年）
- 4月1日 - 高橋節雄、海軍軍人（* 1878年）
- 4月3日 - 羽石菴、政治家・俳人（* 1888年）
- 4月3日 - 上月良夫、陸軍軍人（* 1886年）
- 4月3日 - 伏見朝子、旧皇族・元華族（* 1902年）
- 4月3日 - 市川寿海 (3代目) 、歌舞伎役者 （* 1886年）
- 4月3日 - マンフレッド・リー、作家（* 1905年）
- 4月3日 - ジョゼフ・ヴァラキ、ジェノヴェーゼ一家の構成員（* 1904年）
- 4月4日 - カール・メイズ、メジャーリーガー（* 1891年）
- 4月5日 - ホセ・クビレス、ピアニスト・指揮者（* 1894年）
- 4月6日 - イーゴリ・ストラヴィンスキー、作曲家（* 1882年）
- 4月6日 - 今井はつ、女性国会議員（* 1901年）
- 4月7日 - 椎尾弁匡、仏教学者・浄土宗僧侶・政治家（* 1876年）
- 4月8日 - 神山嘉瑞、鉄道官僚・政治家・華族（* 1895年）
- 4月8日 - 小田原大造、実業家（* 1892年）
- 4月8日 - フリッツ・フォン・オペル、オペルの創立者アダム・オペルの孫（* 1889年）
- 4月11日 - ズビグニェフ・ジェヴィエツキ、音楽教師（* 1890年）
- 4月12日 - イーゴリ・タム、物理学者（* 1895年）
- 4月12日 - 長野国助、弁護士（* 1887年）
- 4月12日 - ヴォルフガング・クルル、数学者（* 1899年）

## （16日 - 30日）
- 4月16日 - ウィリアム・エッカート、MLBコミッショナー（* 1909年）
- 4月17日 - 木原津與志、政治家（* 1909年）
- 4月17日 - 名取マサ、社会事業家（* 1889年）
- 4月18日 - 大木正夫、作曲家（* 1901年)
- 4月18日 - 戸村よしを、看護婦（* 1884年）
- 4月20日 - 内田百閒、小説家（* 1889年）
- 4月20日 - 石原文雄、小説家（* 1900年）
- 4月20日 - 周鯁生、国際法学者・外交史家・教育者（* 1889年）
- 4月20日 - 張厲生、政治家・外交官（* 1901年）
- 4月21日 - フランソワ・デュヴァリエ、ハイチ大統領（* 1907年）
- 4月21日 - 筏井嘉一、歌人（* 1899年）
- 4月21日 - 青木繁吉、実業家・太陽石油創業者（* 1886年）
- 4月22日 - アンナ・フォン・モンテネグロ、モンテネグロ王国の王女（* 1874年）
- 4月25日 - 宋子文、政治家・実業家（* 1894年）
- 4月26日 - ジョー・アグラー、プロ野球選手（* 1887年）
- 4月27日 - アルムガルト・フォン・クラム、オランダ女王ユリアナの姑（* 1883年）
- 4月27日 - 西村栄一、政治家（* 1904年）
- 4月28日 - 宮田重雄、画家（* 1900年）
- 4月30日 - アルビン・ステンロース、陸上競技選手（* 1889年）
- 4月30日 - 柏原義則、政治家（* 1900年）
- 日付不明 - 松本紘斉(初代)、梅丹本舗創始者（* 1884年）
- 日付不明 - 小林久七、銀行経営者（* 1885年）